# Ottone I di Scheyern
Ottone I di Scheyern, (in tedesco Otto I. von Scheyern), chiamato anche Ottone II o Gaugraf Ottone II (intorno al 1020 – 1073) fu conte di Scheyern e Vogt di Frisinga. È il più antico antenato chiaramente verificabile della stirpe dei Wittelsbach.

## Biografia

### Origini
Le origini di Ottone I di Scheyern non sono chiare:
- Suo padre è talvolta indicato anche come Ottone I (da cui il conteggio alternativo come Ottone II)[1].
- Karl Bosl lo considera un discendente del conte palatino Arnolfo II dalla stirpe dei Luitpoldingi, per cui il vuoto di circa 150 anni tra la nascita del figlio di Arnolfo, Bertoldo di Reisensburg, e la nascita di Ottone I di Scheyern viene in parte colmato ipoteticamente con il margravio Bertoldo di Schweinfurt e suo figlio Enrico; tuttavia, anche le origini degli Schweinfurt non è chiara. Enrico di Schweinfurt avrebbe avuto un figlio minore, Enrico I, conte sul Pegnitz e di Weissenburg († 1043), che, secondo questa tesi, sarebbe stato a sua volta il padre di Ottone I di Scheyern.

### Atti
Intorno al 1026, Enrico V, duca di Baviera della dinastia delle Ardenne, morì senza discendenti. Sembra che gli allodi del duca passarono al giovanissimo Ottone I di Scheyern e che l'imperatore salico Corrado II abbia colto l'occasione per trasferire il ducato di Baviera al proprio figlio Enrico (III). Finora manca una riflessione attuale e scientifica su questo tema.
Ottone I di Scheyern viene citato per la prima volta intorno al 1045. Intorno al 1047 è documentato come Vogt della diocesi di Frisinga e, intorno al 1060, anche come Vogt del capitolo della cattedrale di Frisinga.
Dopo il suo matrimonio con Haziga (dopo il 1056) fu comes de Skyrun (conte di Scheyern), quindi fu conte di Scheyern per iure uxoris.
Seppellito a Fischbachau (più tardi insieme alla seconda moglie), le sue ossa vennero poi riseppellite a Scheyern.

## Famiglia e figli
In prime nozze sposò una sorella del conte Meginardo di Reichersbeuern.
In seconde nozze sposò Haziga di Dießen.
I discendenti sono assegnati in modo diverso ai due matrimoni a seconda della fonte:
- Ottone II di Scheyern;
- Bernardo I di Scheyern;
- Eccardo I di Scheyern;
- Arnoldo I di Scheyern, primo conte di Dachau[6].

Non è possibile determinare se il figlio Arnoldo I di Scheyern fosse legittimo o illegittimo.
Quel che è certo è che Eccardo I di Scheyern fu generato nel secondo matrimonio di Ottone I di Scheyern.